# Mario Božić
Mario Božić (Tuzla, 1983. május 25. – 2023. április 3.) válogatott bosnyák labdarúgó.

## Pályafutása

### Klubcsapatban
2004 nyarán érkezett Magyarországra, eredetileg a ZTE-hez próbajátékra. Végül azonban nem a zalaiak szerződtették, hanem a Videoton. Az első félévében keveset játszott, majd egyre jobban bejátszotta magát a közben nevet váltó egyesületbe. Nagy része volt abban, hogy 2006-ban csapata megnyerte a Magyar Kupát. Az FC Fehérvárban 79 NB 1-es meccsen 11 gólt rúgott.
2008-ban az FC Fehérvár körüli gondok miatt felvetődött a távozás lehetősége. A legkomolyabb kérő az Újpest FC volt, a középpályás 2008 nyarától alá is írt a fővárosi sztárcsapathoz. Kisebb huzavona után az FC Fehérvár és az Újpest FC vezetői megállapodtak és a távoli bombáiról híres játékos már a 2008-as tavaszi szezont is új csapatában tölthette. Újpesten másfél évig játszott.
2009 nyarán a Corgoň Ligában szereplő ŠK Slovan Bratislava kivásárolta újpesti szerződéséből és a szlovák csapat játékosa lett. 2011 nyarán az izraeli első osztályban szereplő FC Ashdod csapatához szerződött, de néhány hónap után távozott onnan.
2012 februárjában a szerb Borac Čačak csapatárhoz szerződött.

### A válogatottban
2007-ben meghívták a bosnyák válogatott keretbe, és pont Székesfehérváron Magyarország ellen debütált.

## Statisztika

### Mérkőzései a bosznia-hercegovinai válogatottban
| Bosznia-Hercegovina | Bosznia-Hercegovina | Bosznia-Hercegovina            | Bosznia-Hercegovina | Bosznia-Hercegovina | Bosznia-Hercegovina | Bosznia-Hercegovina | Bosznia-Hercegovina | Bosznia-Hercegovina |
| #                   | Dátum               | Helyszín                       | Hazai               | Eredmény            | Vendég              | Kiírás              | Gólok               | Esemény             |
| ------------------- | ------------------- | ------------------------------ | ------------------- | ------------------- | ------------------- | ------------------- | ------------------- | ------------------- |
| 1.                  | 2007. szeptember 8. | Székesfehérvár, Sóstói Stadion | Magyarország        | 1 – 0               | Bosznia-Hercegovina | Eb-selejtező        | -                   | 79'                 |
| 2.                  | 2008. augusztus 20. | Zenica, Bilino Polje Stadion   | Bosznia-Hercegovina | 1 – 2               | Bulgária            | barátságos          | -                   | 77'                 |
|                     | Összesen            |                                |                     | 2                   | mérkőzés            |                     | 0                   | gól                 |